# Jurij Surov
Jurij Alexejevič Surov (rusky Юрий Алексеевич Суров; * 13. května 1963 Voroněž) je bývalý sovětský a ruský fotbalový záložník.

## Fotbalová kariéra
Voroněžský rodák a odchovanec místního Fakelu začal hrát za muže v sovětské třetí nejvyšší soutěži v klubu Rostselmaš Rostov na Donu. Narukoval do CSKA Moskva, připsal si zde 3 starty ve druhé nejvyšší soutěži. V sovětské nejvyšší soutěži debutoval v dresu Spartaku Moskva v ročníku 1987 a ihned s ním vyhrál titul i ligový pohár. Téhož roku obdržel titul Mistr sportu SSSR.
V evropských pohárech nastoupil v pěti zápasech za Spartak Moskva, branku v nich nevstřelil. Odehrál 3 celá utkání v Poháru UEFA 1987/88, další dva starty přidal v PMEZ 1988/89.
Na podzim 1991 hrál gruzínskou nejvyšší soutěž za Sulori Vani. Na jaře 1992 se stal hráčem Hradce Králové. V československé nejvyšší soutěži zasáhl do jednoho utkání, aniž by skóroval.
Od roku 1993 byl v Chrudimi, vyhrál s ní Divizi C v ročníku 1993/94, dále hrál za FK Kolín a na podzim 1997 za Slovan Pardubice. Od jara 1998 hrál nižší soutěže za TJ Sokol Lípa nad Orlicí, Sokol Lhota pod Libčany, SK Smiřice a SK Neděliště.

## Ligová bilance
| Ročník                                   | Zápasy | Góly | Minuty | Klub                   |
| ---------------------------------------- | ------ | ---- | ------ | ---------------------- |
| Sovětská fotbalová Vysšaja liga 1987     | 8      | 0    | –      | Spartak Moskva         |
| Sovětská fotbalová Vysšaja liga 1988     | 23     | 0    | –      | Spartak Moskva         |
| Sovětská fotbalová Vysšaja liga 1989     | 24     | 0    | –      | Lokomotiv Moskva       |
| Sovětská fotbalová Vysšaja liga 1990     | 15     | 0    | –      | Lokomotiv Moskva       |
| Umaglesi Liga 1991/92                    | 6      | 1    | –      | Sulori Vani            |
| 1. československá fotbalová liga 1991/92 | 1      | 0    | –      | Spartak Hradec Králové |
| CELKEM 1. ČESKOSLOVENSKÁ LIGA            | 1      | 0    | –      |                        |
| CELKEM 1. LIGA SSSR                      | 70     | 0    | –      |                        |
| CELKEM 1. GRUZÍNSKÁ LIGA                 | 6      | 1    | –      |                        |